# Dog Island (Anguilla)
Pour les articles homonymes, voir Dog Island.

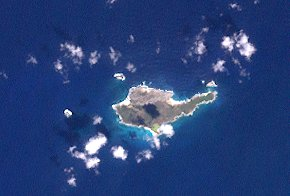
Image de la NASA Landsat 7 montre Dog Island, Anguilla.

Dog Island est une petite île inhabitée de 207 ha située à environ 13 km au nord-ouest d'Anguilla.